# 马玉花
马玉花（1968年—），宁夏同心王团镇罗河湾村二社人
毕业于中卫市海原县回民中学。2013年，担任全国人大代表。